# Cynanchum goertsianum
Cynanchum goertsianum är en oleanderväxtart som beskrevs av G. Morillo. Cynanchum goertsianum ingår i släktet Cynanchum och familjen oleanderväxter. Inga underarter finns listade i Catalogue of Life.